# Neve Jamin
Neve Jamin (hebrejsky נְוֵה יָמִין, v oficiálním přepisu do angličtiny Newe Yamin, přepisováno též Neve Yamin) je vesnice typu mošav v Izraeli, v Centrálním distriktu, v Oblastní radě Drom ha-Šaron.

## Geografie
Leží v nadmořské výšce 34 metrů v hustě osídlené a zemědělsky intenzivně využívané pobřežní nížině, respektive Šaronské planině, nedaleko od kopcovitých oblastí podél Zelené linie oddělujících vlastní Izrael v mezinárodně uznávaných hranicích od okupovaného Západního břehu Jordánu. Poblíž obce protéká vádí Nachal Hadas.
Obec se nachází 13 kilometrů od břehu Středozemního moře, cca 19 kilometrů severovýchodně od centra Tel Avivu a cca 72 kilometrů jižně od centra Haify. Leží v silně urbanizované krajině, na východním okraji města Kfar Saba. Neve Jamin obývají Židé, přičemž osídlení v tomto regionu je etnicky smíšené. V pobřežní nížině na západní a severní straně převládá židovské obyvatelstvo. Jen 2 kilometry jihovýchodním směrem odtud leží město Džaldžulja, které je součástí takzvaného Trojúhelníku obývaného izraelskými Araby. 3 kilometry severovýchodním směrem pak za Zelenou linií leží palestinské arabské město Kalkílija.
Neve Jamin je na dopravní síť napojen pomocí dálnice číslo 55.

## Dějiny
Neve Jamin byl založen v roce 1949. Zakladateli osady byla skupina židovských přistěhovalců z dnešní Libye, Řecka, Iráku, Íránu a severní Afriky.
Správní území obce dosahuje 3300 dunamů (3,3 kilometru čtverečního). Místní ekonomika je založena na zemědělství (pěstování citrusů, zeleniny a chov drůbeže). Vzhledem ke krizi v zemědělství ale vzrostl podíl obyvatel zaměstnaných v jiných oborech.
Název vesnice Neve Jamin je hebraizovanou variantou staršího arabského místního jména Nabi Jamin (נבי ימין). Jde o muslimskou svatyni stojící nedaleko nynějšího mošavu, ve které je podle tradice pohřben biblický Benjamin. Podle jiných teorií jde pouze o hrobku arabského šejka. Budova svatyně vznikla pravděpodobně v mamlúckém období, ale obklopují ji starší stavební pozůstatky z římského a byzantského období. Tato hrobka je jedním z mála pozůstatků arabské vesnice Kafr Saba, jež tu stála až do roku 1948. Navazovala na starší osídlení. Římané ji nazývali Kapharseb, křižáci Caphar Saba. V roce 1931 v ní žilo 765 lidí. Počátkem války za nezávislost v květnu 1948 ji ovládly izraelské síly a arabské osídlení tu skončilo. Zástavba vesnice pak byla téměř zcela zbořena (s výjimkou svatyně a několika dalších budov).

## Demografie
Podle údajů z roku 2014 tvořili naprostou většinu obyvatel v Neve Jamin Židé (včetně statistické kategorie "ostatní", která zahrnuje nearabské obyvatele židovského původu ale bez formální příslušnosti k židovskému náboženství).
Jde o menší sídlo vesnického typu s dlouhodobě rostoucí populací. K 31. prosinci 2014 zde žilo 1135 lidí. Během roku 2014 populace stoupla o 0,6 %.
| Rok            | 1961 | 1972 | 1983 | 1995 | 2001 | 2003 | 2004 | 2005 | 2006 | 2007 | 2008 | 2009 | 2010 | 2011 | 2012 | 2013 | 2014 |
| -------------- | ---- | ---- | ---- | ---- | ---- | ---- | ---- | ---- | ---- | ---- | ---- | ---- | ---- | ---- | ---- | ---- | ---- |
| Počet obyvatel | 512  | 550  | 555  | 687  | 904  | 1009 | 1048 | 1090 | 1113 | 1172 | 1182 | 1076 | 1119 | 1092 | 1124 | 1128 | 1135 |